# 陳辰
陳辰（1979年5月15日—），SMG女主持人，出生於浙江省杭州市。

## 學習經歷
- 杭州外國語學校·高中
- 上海外國語大學新聞傳播學院國際新聞專業本科(1998-2002)
- 上海復旦大學經濟學輔修
- 上海外國語大學新聞傳播學院新聞學研究生(2002-2005)

## 主持節目
- 《陳辰全明星》《華人大綜藝》
- 季播選秀節目：《加油！好男兒》《我型我秀》
- 明星競技節目：《舞林大會》《非常有戲》
- 人物訪談節目：《陳辰全明星》 《歡樂伊甸園》
- 娛樂資訊節目：《娛樂在線》《娛樂星天地》
- 慈善公益節目：《加油！2008》 《閃電星感動》
- 财经资讯类节目：《中国深度财经》
- 其他節目：《小太陽俱樂部》、《才富大考場》、《娛樂公堂》、《一生要去的66個地方味道中國》、《我愛相對論》等等

## 综艺节目
- 2013年 星跳水立方 參賽者[1]

## 其他作品

### 電影
- 《大灌籃》
- 《風兒輕輕吹》
- 《哈羅，同學》（原名：小小聯合國）
- 《男生賈裏新傳》